# Distretto di Gonda
Gonda è un distretto dell'India di 2 765 754 abitanti. Capoluogo del distretto è Gonda.